# Метро-Ванкувер
Регіональний округ Метро-Ванкувер (англ. Metro Vancouver) — регіональний округ в Канаді, у провінції Британська Колумбія.

## Населення
За даними перепису 2016 року, регіональний округ нараховував 2463431 жителя, показавши зростання на 6,5%, порівняно з 2011-м роком. Середня густина населення становила 854,6 осіб/км².
З офіційних мов обидвома одночасно володіли 172 140 жителів, тільки англійською — 2 130 565, тільки французькою — 1 110, а 136 320 — жодною з них. Усього 1,020,250 осіб вважали рідною мовою не одну з офіційних, з них 860 — одну з корінних мов, а 3,990 — українську.
Працездатне населення становило 65,7% усього населення, рівень безробіття — 5,8% (5,6% серед чоловіків та 6% серед жінок). 84,8% були найманими працівниками, 13,3% — самозайнятими.
Середній дохід на особу становив $46 821 (медіана $32 612), при цьому для чоловіків — $55 848, а для жінок $38 360 (медіани — $38 879 та $27 793 відповідно).
28,6% мешканців мали закінчену шкільну освіту, не мали закінченої шкільної освіти — 13,9%, 57,5% мали післяшкільну освіту, з яких 53,2% мали диплом бакалавра, або вищий, 22,935 осіб мали вчений ступінь.
| Статево-вікова структура населення | Статево-вікова структура населення | Статево-вікова структура населення | Статево-вікова структура населення | Статево-вікова структура населення |
| ---------------------------------- | ---------------------------------- | ---------------------------------- | ---------------------------------- | ---------------------------------- |
|                                    |                                    |                                    |                                    |                                    |
| Всього                             | Всього                             | 48,8%51,2%                         |                                    |                                    |
| 0 — 14 років                       | 0 — 14 років                       |                                    | 14,7%                              | 14,7%                              |
| 15 — 64 років                      | 15 — 64 років                      |                                    | 69,6%                              | 69,6%                              |
| 65 і більше                        | 65 і більше                        |                                    | 15,7%                              | 15,7%                              |
| 85 і більше                        | 85 і більше                        |                                    | 2,1%                               | 2,1%                               |
| 100 і більше                       | 100 і більше                       |                                    | 0%                                 | 0%                                 |
| Середній вік (років)               | Середній вік (років)               | 40,141,9                           | 41,0                               | 41,0                               |
| Медіана (років)                    | Медіана (років)                    | 39,742,0                           | 40,9                               | 40,9                               |
| — чоловіки — жінки                 |                                    |                                    |                                    |                                    |

| Походження мешканців:     | Походження мешканців:     | Походження мешканців: | Походження мешканців: | Походження мешканців: |
| ------------------------- | ------------------------- | --------------------- | --------------------- | --------------------- |
| Походження                |                           |                       | осіб                  | %                     |
| Корінні американці        | Корінні американці        |                       | 74 700                | 3.08%                 |
| Інше північноамериканське | Інше північноамериканське |                       | 353 945               | 14.59%                |
| Європейське               | Європейське               |                       | 1 195 190             | 49.26%                |
| британське                | британське                |                       | 763 525               | 31.47%                |
| французьке                | французьке                |                       | 147 840               | 6.09%                 |
| українське                | українське                |                       | 94 400                | 3.89%                 |
| Карибське                 | Карибське                 |                       | 16 395                | 0.68%                 |
| Латинськоамериканське     | Латинськоамериканське     |                       | 49 105                | 2.02%                 |
| Африканське               | Африканське               |                       | 40 670                | 1.68%                 |
| Азійське                  | Азійське                  |                       | 1 128 155             | 46.5%                 |
| Океанійське               | Океанійське               |                       | 26 815                | 1.11%                 |

| Зайнятість населення за галузями (за класифікацією NOC): | Зайнятість населення за галузями (за класифікацією NOC): | Зайнятість населення за галузями (за класифікацією NOC): | Зайнятість населення за галузями (за класифікацією NOC): | Зайнятість населення за галузями (за класифікацією NOC): |
| -------------------------------------------------------- | -------------------------------------------------------- | -------------------------------------------------------- | -------------------------------------------------------- | -------------------------------------------------------- |
|                                                          |                                                          |                                                          |                                                          |                                                          |
| Управління                                               | Управління                                               |                                                          | 11,8%                                                    | 11,8%                                                    |
| Бізнес, фінанси та адміністрування                       | Бізнес, фінанси та адміністрування                       |                                                          | 16,7%                                                    | 16,7%                                                    |
| Природничі та прикладні науки                            | Природничі та прикладні науки                            |                                                          | 7,6%                                                     | 7,6%                                                     |
| Охорона здоров'я                                         | Охорона здоров'я                                         |                                                          | 6,3%                                                     | 6,3%                                                     |
| Освіта, правозахист, муніципальні та урядові служби      | Освіта, правозахист, муніципальні та урядові служби      |                                                          | 11,2%                                                    | 11,2%                                                    |
| Мистецтво, культура, відпочинок та спорт                 | Мистецтво, культура, відпочинок та спорт                 |                                                          | 4,7%                                                     | 4,7%                                                     |
| Роздрібна торгівля та послуги                            | Роздрібна торгівля та послуги                            |                                                          | 24,9%                                                    | 24,9%                                                    |
| Гуртова торгівля, транспорт та обладнання                | Гуртова торгівля, транспорт та обладнання                |                                                          | 12,6%                                                    | 12,6%                                                    |
| Природні ресурси, сільське господарство                  | Природні ресурси, сільське господарство                  |                                                          | 1,3%                                                     | 1,3%                                                     |
| Виробництво                                              | Виробництво                                              |                                                          | 2,9%                                                     | 2,9%                                                     |

## Населені пункти
До складу регіонального округу входять міста Ванкувер, Мейпл-Ридж, Пітт-Медовс, Норт-Ванкувер, Нью-Вестмінстер, Коквітлам (Британська Колумбія), Бернабі, Ричмонд (Британська Колумбія), Суррей (Британська Колумбія), Порт-Муді, Порт-Кокітлем, Вайт-Рок (Британська Колумбія), Ленґлі (місто, Британська Колумбія), муніципалітети Ленглі, Норт-Ванкувер, Вест-Ванкувер, Дельта, села Енмор, Лайонс-Бей, Белкарра, індіанські резервації Тсаввассен, Семіаму, Мак-Міллан-Айленд 6, Мішн 1, Барнстон-Айленд 3, Кокітлам 2, Кокітлам 1, Сеймур-Крік 2, Матскі 4, Ленґлі 5, Кетці 2, Кетці 1, Варрард-Інлет 3, Капілано 5, Воннок 1, Маскім 2, Маскім 4, а також хутори, інші малі населені пункти та розосереджені поселення.

## Клімат
Середня річна температура становить 10,2°C, середня максимальна – 21°C, а середня мінімальна – -1,5°C. Середня річна кількість опадів – 1 891 мм.
| Клімат поселення                              | Клімат поселення | Клімат поселення | Клімат поселення | Клімат поселення | Клімат поселення | Клімат поселення | Клімат поселення | Клімат поселення | Клімат поселення | Клімат поселення | Клімат поселення | Клімат поселення | Клімат поселення |
| Показник                                      | Січ.             | Лют.             | Бер.             | Квіт.            | Трав.            | Черв.            | Лип.             | Серп.            | Вер.             | Жовт.            | Лист.            | Груд.            |                  |
| Середній максимум, °C                         | 7,56             | 9,38             | 11,08            | 13,65            | 17,12            | 19,82            | 20,73            | 20,98            | 18,04            | 13,05            | 9,13             | 6,56             |                  |
| Середня температура, °C                       | 3,05             | 4,86             | 6,56             | 9,14             | 12,62            | 15,30            | 17,81            | 18,06            | 15,12            | 10,14            | 6,21             | 3,64             |                  |
| Середній мінімум, °C                          | −1,46            | 0,36             | 2,06             | 4,62             | 8,10             | 10,78            | 14,88            | 15,14            | 12,20            | 7,22             | 3,29             | 0,72             |                  |
| Норма опадів, мм                              | 259              | 181              | 169              | 147              | 107              | 91               | 58               | 62               | 79               | 186              | 305              | 247              |                  |
| Середньомісячна швидкість вітру, м/с          | 3.12             | 3.02             | 3.11             | 2.96             | 2.86             | 2.86             | 2.76             | 2.50             | 2.29             | 2.52             | 3.11             | 3.19             |                  |
| Середньомісячна сонячна радіація, кДж/м²·день | 3089             | 6011             | 9875             | 14824            | 18511            | 19928            | 21186            | 18154            | 13007            | 7036             | 3510             | 2439             |                  |
| --------------------------------------------- | ---------------- | ---------------- | ---------------- | ---------------- | ---------------- | ---------------- | ---------------- | ---------------- | ---------------- | ---------------- | ---------------- | ---------------- | ---------------- |
| Джерело:                                      |                  |                  |                  |                  |                  |                  |                  |                  |                  |                  |                  |                  |                  |